# Calisoga theveneti
Calisoga theveneti är en spindelart som först beskrevs av Simon 1891.  Calisoga theveneti ingår i släktet Calisoga och familjen Nemesiidae. Inga underarter finns listade.